# Giải thưởng Bravo
Giải thưởng Bravo là một giải thưởng thường niên của tờ báo Ý Guerin Sportivo được trao cho các cầu thủ xuất sắc của bóng đá châu Âu. Người đầu tiên giành được giải thưởng này là cầu thủ người Anh Jimmy Case. Tới năm 1992 chỉ những cầu thủ có độ tuổi dưới 23 chơi cho các đội bóng giành quyền tham dự cúp châu Âu (UEFA Champions League, UEFA Cup, UEFA Cup Winners' Cup) và những cầu thủ dưới 21 tuổi chơi cho tất cả các đội bóng được quyền tham gia.
Người chiến thắng được chọn là cầu thủ chơi hay nhất trong khoảng thời gian từ mùa thu năm nay-mùa xuân năm sau.

## Danh sách cầu thủ đoạt giải
| Năm  | Cầu thủ đoạt giải    | Câu lạc bộ        |
| ---- | -------------------- | ----------------- |
| 1978 | Jimmy Case           | Liverpool         |
| 1979 | Garry Birtles        | Nottingham Forest |
| 1980 | Hansi Müller         | Stuttgart         |
| 1981 | John Wark            | Ipswich Town      |
| 1982 | Gary Shaw            | Aston Villa       |
| 1983 | Massimo Bonini       | Juventus          |
| 1984 | Ubaldo Righetti      | AS Roma           |
| 1985 | Emilio Butragueño    | Real Madrid       |
| 1986 | Emilio Butragueño    | Real Madrid       |
| 1987 | Marco van Basten     | Ajax              |
| 1988 | Eli Ohana            | KV Mechelen       |
| 1989 | Paolo Maldini        | Milan             |
| 1990 | Roberto Baggio       | Fiorentina        |
| 1991 | Robert Prosinečki    | Red Star Belgrade |
| 1992 | Josep Guardiola      | Barcelona         |
| 1993 | Ryan Giggs           | Manchester United |
| 1994 | Christian Panucci    | Milan             |
| 1995 | Patrick Kluivert     | Ajax Amsterdam    |
| 1996 | Alessandro Del Piero | Juventus          |
| 1997 | Ronaldo              | Barcelona         |
| 1998 | Ronaldo              | Internazionale    |
| 1999 | Gianluigi Buffon     | Parma             |
| 2000 | Iker Casillas        | Real Madrid       |
| 2001 | Owen Hargreaves      | Bayern Munich     |
| 2002 | Christoph Metzelder  | Borussia Dortmund |
| 2003 | Wayne Rooney         | Everton           |
| 2004 | Cristiano Ronaldo    | Manchester United |
| 2005 | Arjen Robben         | Chelsea           |
| 2006 | Cesc Fàbregas        | Arsenal           |
| 2007 | Lionel Messi         | Barcelona         |
| 2008 | Karim Benzema        | Lyon              |
| 2009 | Sergio Busquets      | Barcelona         |
| 2010 | Thomas Müller        | Bayern Munich     |
| 2011 | Eden Hazard          | Lille             |
| 2012 | Marco Verratti       | Pescara           |
| 2013 | Isco                 | Málaga            |
| 2014 | Paul Pogba           | Juventus          |
| 2015 | Domenico Berardi     | Sassuolo          |